# Kleines Hallel
Mit dem Kleinen Hallel oder auch Schluss-Hallel sind in der jüdischen Tradition die fünf Psalmen 146–150 am Ende des Psalmenbuchs gemeint. Sie sind somit Bestandteil des jüdischen Tanach und daher auch des christlichen Alten Testaments.
Die fünf Schlusspsalmen des Psalters bilden eine planvolle Komposition. Wegen der in ihnen dominierenden Wurzel הלל („loben“) werden diese Psalmen als Hallel („Lobpreis“) bezeichnet und, in Unterscheidung vom Ägyptischen Hallel bzw. vom Großen Hallel, Kleines Hallel genannt.